# Brooklyn Army Terminal

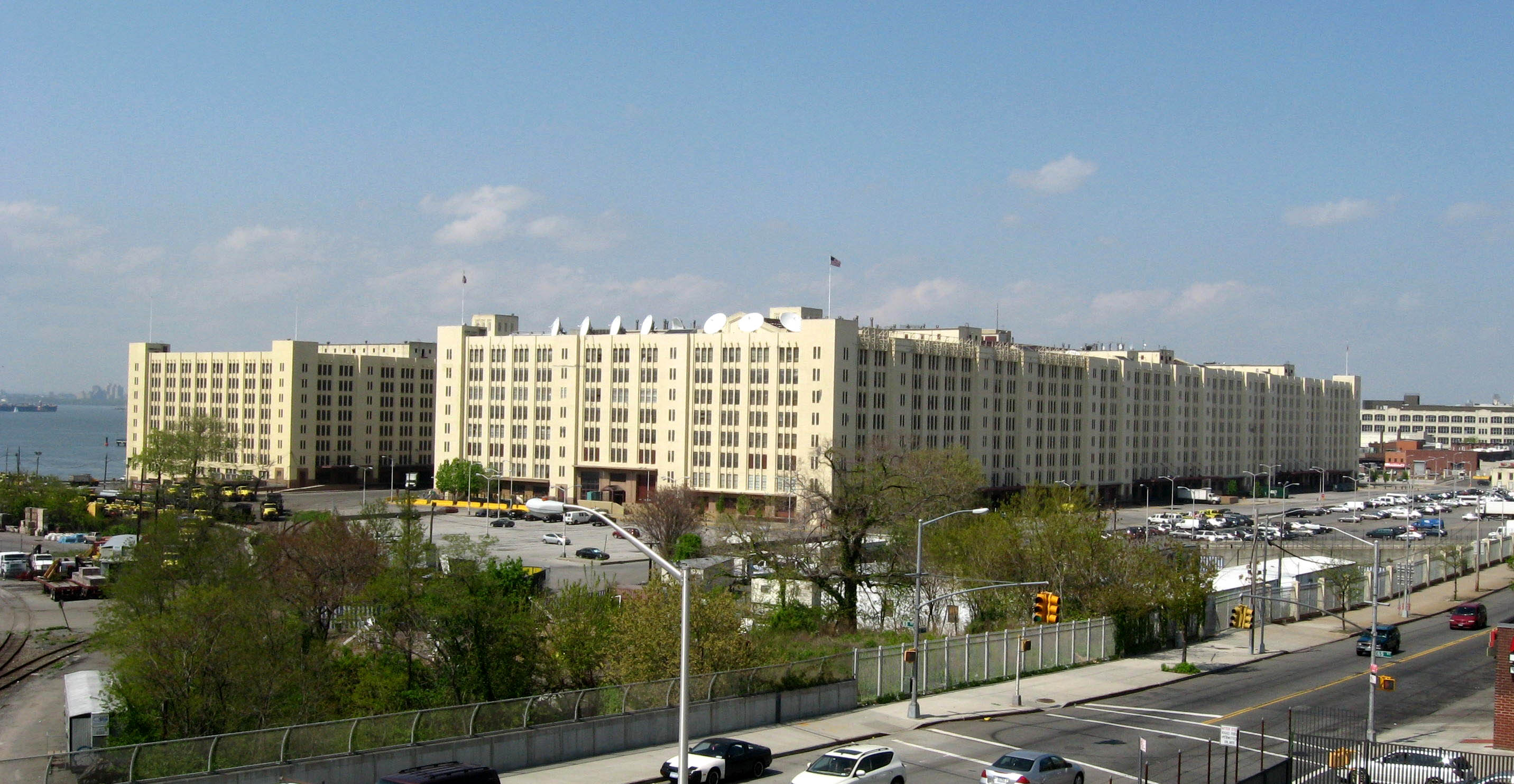
Ansicht des Terminal aus Brooklyn. Im Vordergrund Gebäude B.

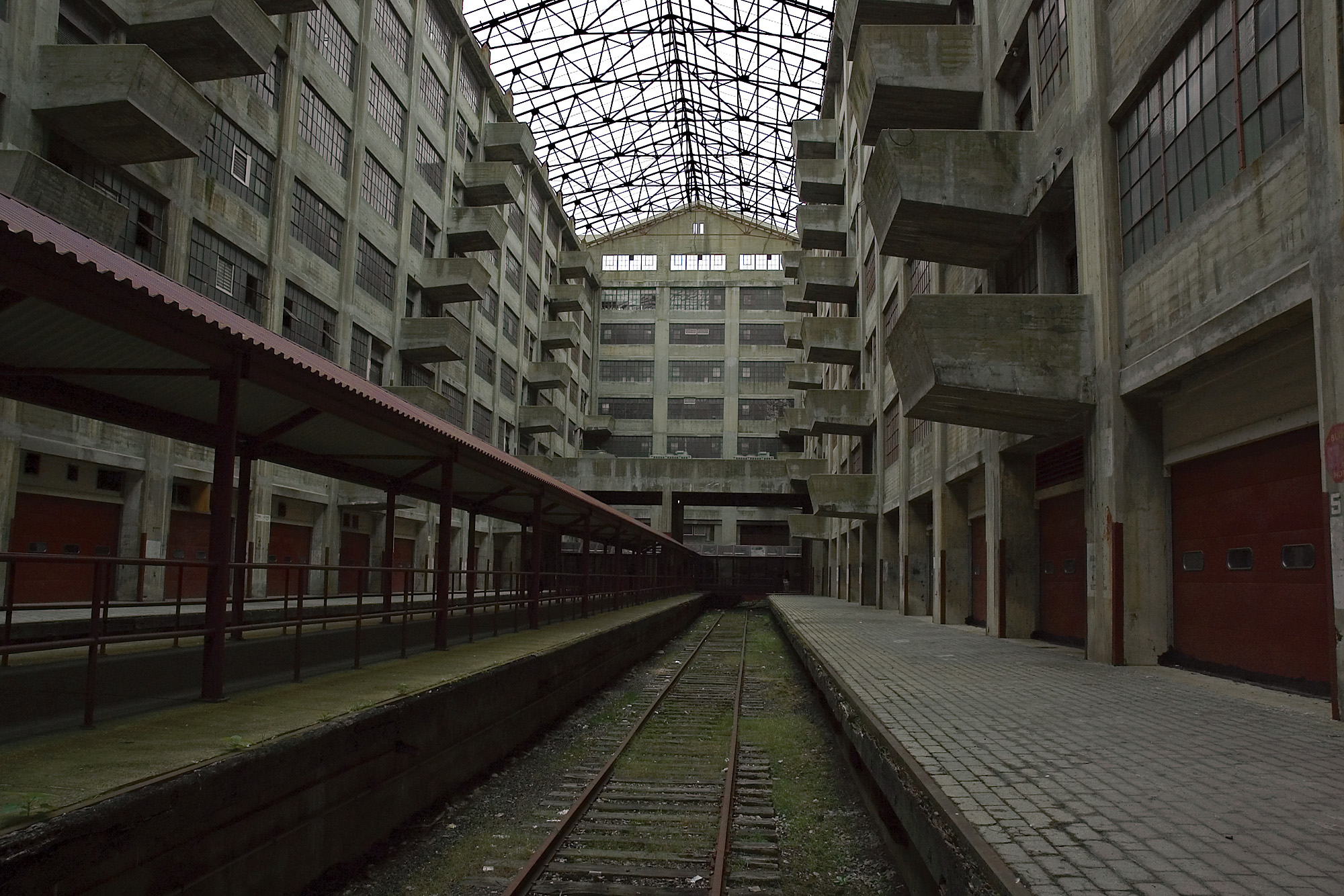
Das Atrium von Gebäude B mit den Eisenbahngleisen. 2006

Das Brooklyn Army Terminal (früher New York Port of Embarkation and Army Supply Base oder U.S. Army Military Ocean Terminal) ist ein Gebäudekomplex in Brooklyn, New York City, der früher der US-Army als Verladeort diente.

## Geschichte

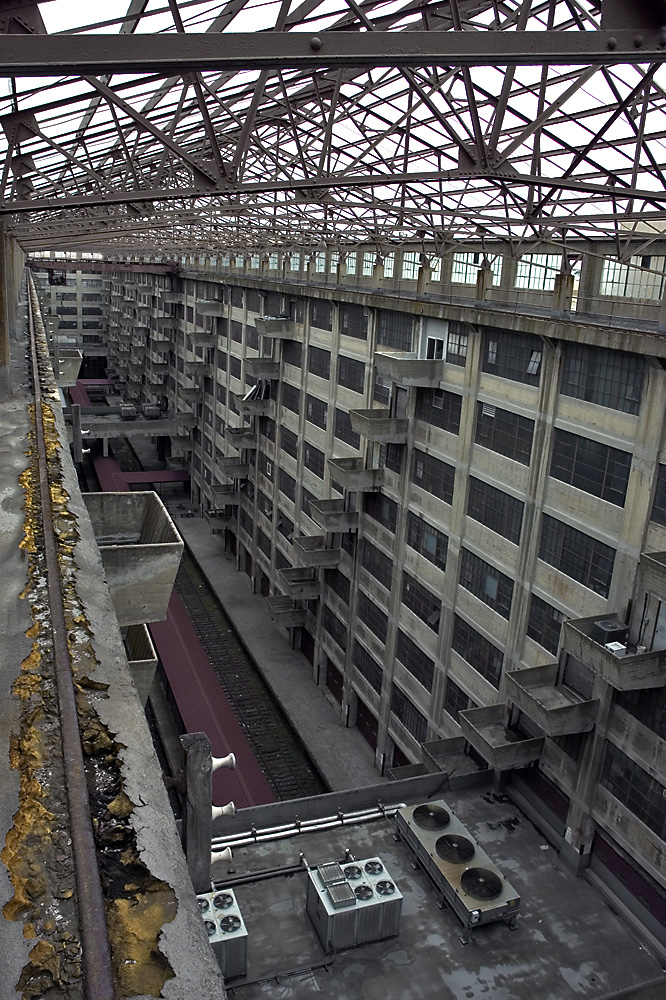
Übersicht über das Atrium von Gebäude B, links die Laufschienen des Portalkrans

Der Architekt des 1918 gebauten Komplexes war Cass Gilbert. Vom Zweiten Weltkrieg bis in die 1960er Jahre verlud das Militär einen Großteil der Transporte von Material und Personen nach Europa an diesem Terminal. Am 23. September 1958 reiste auch Elvis Presley von dort nach Westdeutschland zu seinem Militärdienst. Der Terminal wurde 1981 an die Stadt New York verkauft und von Grund auf saniert.

## Struktur
Zu dem Komplex gehören vier Piers, die zwei Hauptgebäude mit Lagern, Kränen, Fracht- und Passagierbahnsteigen sowie weitere Nebengebäude. Insgesamt ist das Gelände, das im Bezirk Sunset Park zwischen der 53. und 66. Straße liegt, etwa 39 Hektar groß. Die beiden achtstöckigen Hauptgebäuden A und B weisen zusammen etwa eine Fläche von 371.600 m² auf. Das Gebäude A liegt direkt an der Upper New York Bay. Das Gebäude B dahinter. Über dem 279 m langen Atrium des Gebäudes B ist nur noch die Trägerkonstruktion des Dachs erhalten. Im Innenhof befinden sich zwei nicht mehr genutzte Bahnsteige. Über einen Brückenkran in der obersten Etage des Atriums konnten Güter auf die in Treppenform angeordneten Balkone der einzelnen Lagerhallen transportiert werden. Die beiden Gebäude sind über drei Brücken miteinander verbunden. Die Fassade und das Atrium stehen unter Denkmalschutz.

## Verwendung
Die Piers werden als Autostellplätze verwendet. Das New York Wassertaxi hat eine Haltestelle am Army Terminal und verbindet den Terminal mit Manhattan und Queens. Die Gebäude werden als Industriepark verwendet.